# Сутра (ТВ филм)
„Сутра” је југословенски ТВ филм из 1967. године. Режирао га је Здравко Шотра а сценарио је написао Џозеф Конрад.

## Улоге
| Глумац             | Улога |
| ------------------ | ----- |
| Љубиша Јовановић   |       |
| Миливоје Живановић |       |